# Ставищенська лікарня

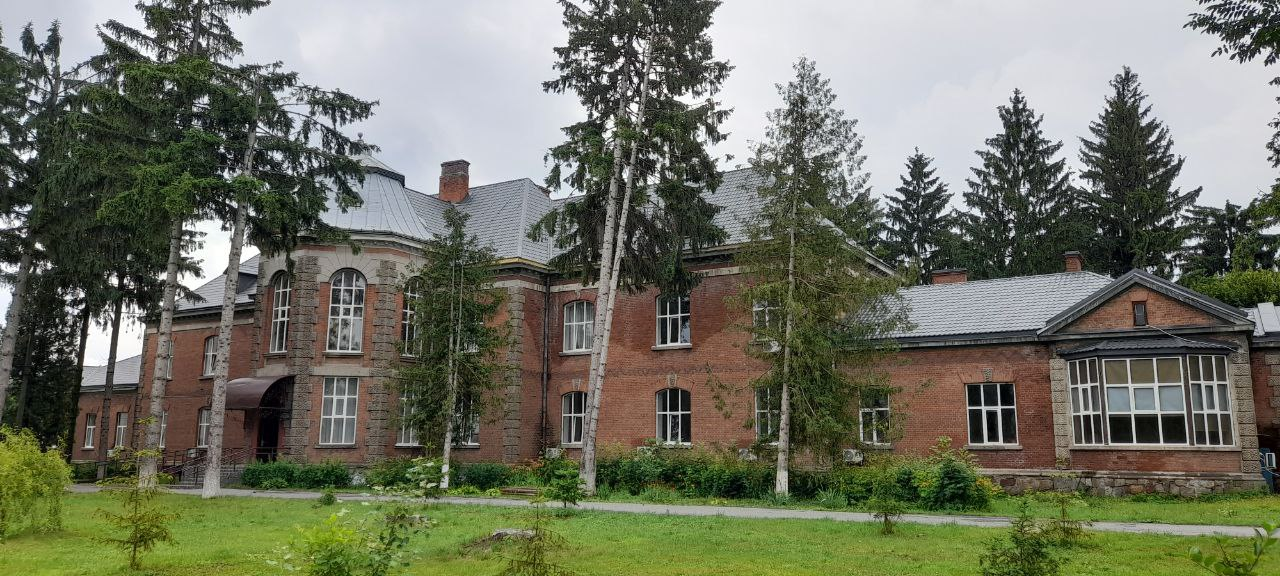

Ставищенська лікарня — заклад системи охорони здоров'я в селищі Ставище Білоцерківського району Київської області.
Ще з початку 19 сторіччя за сприяння графів Браницьких скраю Ставища, зі сторони дороги з Білої Церкви, функціонувала дерев'яна лікарня на 10 койок. У ній працювали лікар, двоє фельдшерів та акушерка, яка приймала пологи вдома.
Станом на 1899 рік лікарнею завідував лікар Вацлав Йосипович Горох. То була лікарня на 24 ліжка: з відділеннями для чоловіків на 15 ліжок та для жінок на 9 ліжок. Ліки з аптеки при лікарні видавали тільки безплатно і тільки за рецептом лікаря.
1911 року земство з дотацією графа Владислава Браницького розпочало будівництво нової двоповерхової цегляної лікарні на 50 ліжок (архітектор невідомий). Дався взнаки «вік авіації», і лікарня будувалася за типом літака-біплана:
- місце пропелера припало на центральний вхід;
- у вестибюлі — мотор;
- у кабіні льотчика — молільня;
- у крилах — палати й коридор;
- фюзеляж — допоміжні кабінети, рентґен та інфекційне відділення з окремими двома входами;
- в елеронах — амбулаторія та кухня;
- у хвостовому оперенні — квартири медичного персоналу.

До початку Першої світової війни 1914 року встигли опорядити перший поверх «лікарні Браницьких» на 35 ліжок. Другий поверх облаштовано 1923 року і завершено загальний ремонт. Постелено підлогу керамічною плиткою заводу Бергенгейма, встановлено каналізаційну мережу та відливи, електро- і водопровідну мережу тощо. Молільню перетворено на конференц-залу. Лікарня названа іменем 10-річчя Червоної Армії та належала до Білоцерківської округової інспектури охорони здоров'я (1925 рік).
1941 року вдалося розширити койковий фонд лікарні до 150 ліжок, вивільнивши підсобні кабінети й квартири медперсоналу. У роки Другої світової війни тут містився госпіталь.
1947 року лікарня мала 5 відділень: хірургічне, терапевтичне, гінекологічне, пологове та інфекційне. Транспорт: одна вантажівка («полуторка») і чотири пари коней. Опалювали лікарню трьома котлами, розміщеними в підвальному приміщенні. Електричний струм вироблявся нафтовим двигуном: удень він працював і заряджав три акумуляторні батареї, які використовували вночі, щоб не тривожити шумом хворих. У підвальному приміщенні знаходилися кухня, звідки їжа доставлялася спеціальним ліфтом, і пральня. Вода подавалася із шахтного колодязя, насос якого накачували за допомогою кінної сили. Для післяпологових та післяопераційних хворих, а також для зберігання м'ясних та молочних продуктів заготовлявся лід, що складався в окремій спеціальній будівлі. У голодні роки допомогу дистрофічним дітям надавала міжнародна організація UNRRA.

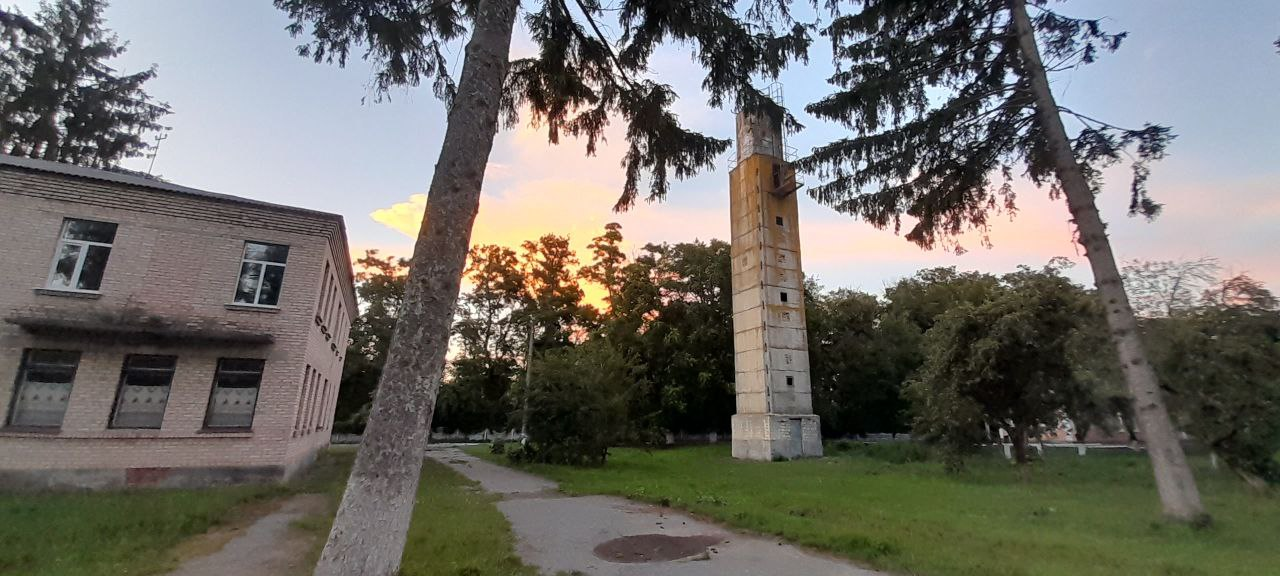
Вежа Рожновського

1966 року пробурено свердловину і змонтовано водонапірну вежу Рожновського, що забезпечило безперебійне постачання води. Дах із черепиці замінено бляхою.
Рішенням виконавчого комітету Київської обласної Ради депутатів трудящих від 24.09.1990 № 67 «Про затвердження переліків та взяття на державний облік і під державну охорону нововиявлених протягом 1980—1989 рр. на території області пам'яток археології та архітектури місцевого значення та встановлення охоронних зон пам'яток археології» будівля «лікарні Браницьких» внесена до переліку пам'яток архітектури місцевого значення з охоронним номером 86-кв.
У 2019 році дерев'яні вікна замінено на металопластикові. Прибудовано третім поверхом шахту ліфта, що змінило фасад будівлі ззаду.

Від 21 січня 2021 року перебуває в складі Комунального некомерційного підприємства «Ставищенська лікарня» Ставищенської селищної ради. У 2023—2024 роках бляшаний дах лікарні замінено на металочерепицю, на фасаді встановлено кондиціонери.

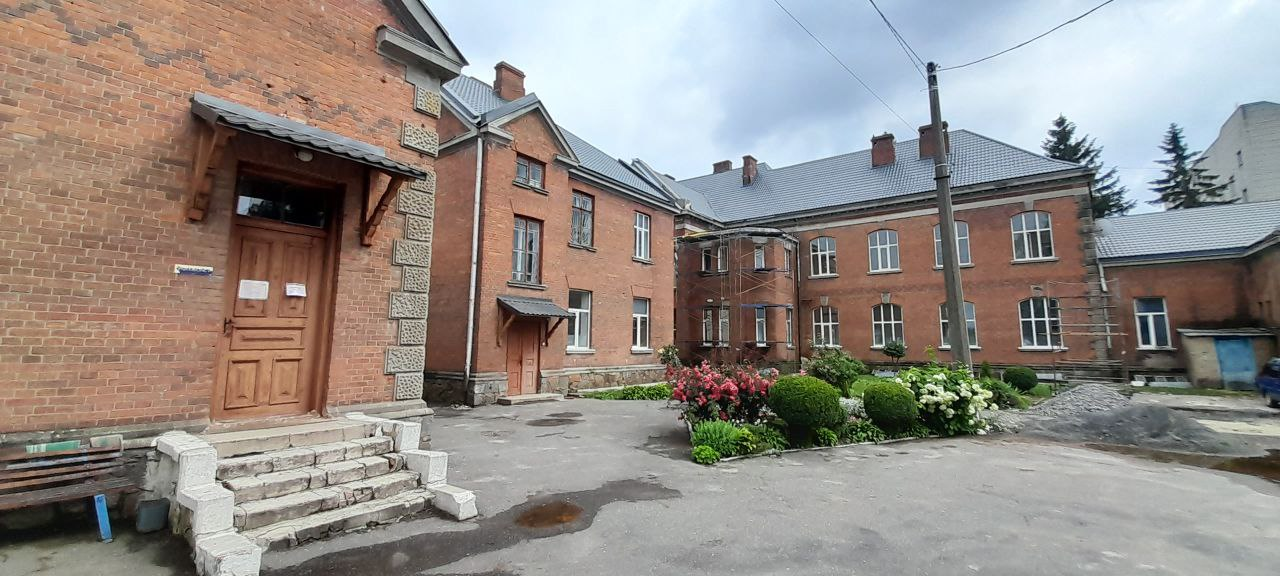
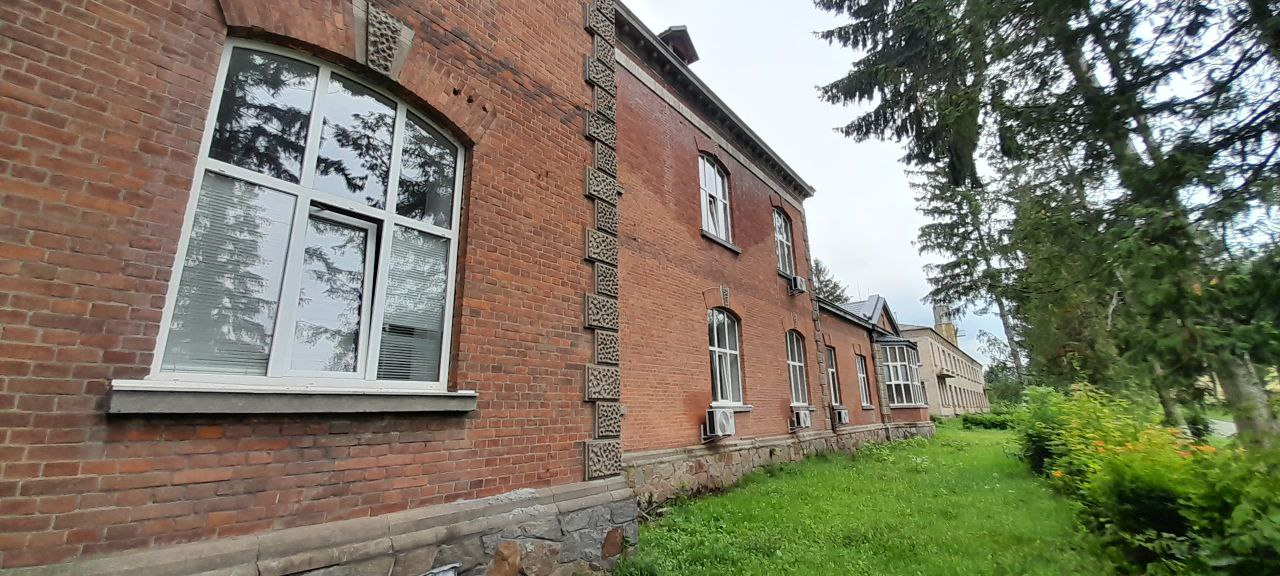